# Кужелло Ернест Францович
Ернест Францович Кужелло (Кужела) (4 січня 1890, місто Кутенберг, Австро-Угорщина, тепер місто Кутна Гора, Чехія — 22 червня 1934, місто Миколаїв, тепер Миколаївської області) — радянський військовий діяч, керівник промислових підприємств, директор Миколаївського суднобудівного заводу імені Марті. Кандидат у члени ЦК КП(б)У в січні — червні 1934 р.

## Біографія
Народився у селянській родині чесько-німецького походження. Закінчив середній навчальний заклад, а у 1908 році — сільськогосподарське училище. У 1908—1909 роках — на сільськогосподарській практиці. Вступив до лав соціал-демократичної молоді (центровиків) Австро-Угорщини, брав участь у страйковому русі.
Восени 1909 року призваний в австро-угорську армію охотником (добровольцем), а по складанню іспитів пішов у відставку в чині фендрика. У 1912 році, під час війни на Балканах, за підозрою в прояві симпатій до сербів позбавлений чину з переводом у рядові. Одночасно був ув'язнений на три місяці. Член Соціал-демократичної партії Австро-Угорщини.
Після виходу з в'язниці працював на шахті Карвіна, де за завданням Соціал-демократичної партії знаходився до 1914 року.
На початку Першої світової війни знову призваний на військову службу в австро-угорську армію з відновленням чину фендрика. Після прибуття на фронт, через чотири дні перейшов на сторону російських військ і поступив служити в організовані дружини з чехів (майбутній добровольчий чехословацький корпус). Під час перебування в корпусі продовжував залишатися в організації соціал-демократів, проводив агітаційну роботу. Мав бути відправлений до табору полонених, але завдяки Лютневій революції 1917 року переведений до запасної російської частини у місті Бобруйську. Незабаром туди були передислоковані і запасні частини чеських військ.
На гарнізонних зборах частин був обраний делегатом на І з'їзд рад в Петрограді. Після повернення з Петрограду був обраний заступником голови Бобруйської ради робітничих і солдатських депутатів та головою військової секції. У серпні 1917 року виключений із чехословацького корпусу за відмову підтримати генерала Корнілова і залишений в Бобруйську в запасному дивізіоні 16-го Чернігівського гусарського полку. 6 грудня 1917 року, згідно з постановою фронтового комітету, був призначений командиром збірного батальйону міста Гомеля.
З 1918 року — у Червоній армії. Учасник громадянської війни. У 1918 році був відряджений у міста Самару та Оренбург, а потім призначений комендантом укріпленого району в Ілецькому захисті Оренбурзької губернії.
Член РКП(б) з 1918 року.
28 червня 1918 року був призначений начальником формувань партійних загонів і з 12 грудня 1918 року по серпень 1919 року — начальником усіх партійних загонів Туркестанської республіки. З 1919 року був командувачем військ Андижанського району. У 1919—1920 роках — начальник Окремої Ферганської дивізії, командир окремої кавалерійської бригади інтернаціоналістів, командувач Катта-Курганською групою військ РСЧА. У 1920 році наказом РВР направлений до міста Харкова, де отримав призначення на посаду командира окремої інтернаціональної кавалерійської бригади.
У вересні — грудні 1920 року — начальник Окремої кавалерійської дивізії інтернаціоналістів на Південному фронті, воював з махновцями та іншими повстанцями на Україні. Поранений під Гуляй-Полем.
У 1921 році, після одужання, був призначений командувачем формування нових національних військ (кара-киргизів), одночасно командував військами Памір-Алайського гірського району. Брав участь в ліквідації генерала Бакіча.
У 1922 році служив командувачем військ надзвичайної комісії (ВЧК) у Туркестані. Після другого поранення (в груди на виліт), 2 лютого 1924 року був демобілізований із армії. Потім працював інспектором військ ВЧК Туркестанської АРСР і начальником місць ув'язнення, був прикомандирований до голови Ради Народних Комісарів Туркестанської АРСР Кайгісиза Атабаєва.
Осінь 1924 — травень 1925 року — директор шкіряного тресту в місті Тамбові. Постановою ЦК ВКП(б) направлений на Далекий Схід для роботи на Сахаліні, але постановою Далекосхідного крайового комітету ВКП(б) був призначений керуючим Черновських копалень у Забайкаллі, де працював з червня 1925 року по березень 1927 року. У березні 1927 — серпні 1930 року — керуючий Петровського металургійного заводу.
У серпні 1930 — серпні 1931 року — голова Ради народного господарства Далекосхідного краю.
У серпні 1931 — 1933 року — директор Далекосхідного судноремонтного заводу (Дальзаводу) імені Ворошилова у місті Владивостоці Далекосхідного краю.
У 1933 — червні 1934 року — директор Миколаївського суднобудівного заводу імені Марті Одеської області.
Помер від сердечного нападу в місті Миколаєві, де й похований.

## Звання
- фендрик австро-угорської армії

## Нагороди
- два ордени Червоного Прапора (1920, 1922)
- орден Леніна (30.01.1934)